# 縮丙酮氟轻松
縮丙酮氟輕松（英文：Fluocinolone acetonide）是一种皮质类固醇，主要用于治疗皮肤病，减少皮肤炎症和缓解瘙痒。 它是合成的氢化可的松衍生物。类固醇核中第9位的氟取代大大增强了它的活性。它于1959年在墨西哥城Syntex实验室研究部门首次合成。含有縮丙酮氟轻松的药膏最初以仙乃乐（Synalar）的注册商标进行销售。治疗皮肤病的药膏中使用的氟轻松的典型剂量为0.01-0.025％。但氟轻松作为一种外用類固醇藥物不能殺菌，反而會助長細菌滋生，所以不能用於感染性皮膚病，例如癬和疥瘡。

## 副作用
长期或大面积应用，可引起皮肤乾燥、變薄、軟化或變色。发生痤疮样皮炎和毛囊炎，增加对感染的易感染性等。

## 外部連結
- (PDF).   [2020-09-15].